# Metriorhynchus
Metriorhynchus és un gènere extint de Sauròpsids (rèptils) marins. Mesurava 3 metres de longitud i va viure en el període Juràssic, fa entre 160 i 150 milions d'anys.
Parent proper dels cocodrils, estava adaptat a la vida en el mar. Posseïa potes en forma de rems, cua de peix i pell llisa. A diferència dels cocodrils no era un nedador veloç.